# Pedro Cantero Cuadrado
Pedro Cantero Cuadrado (Carrión de los Condes, 23 febbraio 1902 – Madrid, 19 dicembre 1978) è stato un arcivescovo cattolico spagnolo. Sviluppò un'importante carriera politica durante la dittatura di Francisco Franco. Fu nominato direttamente dal capo dello Stato procuratore alle Cortes Españolas, consigliere del Regno e membro del Consiglio di reggenza.

## Biografia
Pedro Cantero Cuadrado nacque a Carrión de los Condes il 23 febbraio 1902.

### Formazione e ministero sacerdotale
Studiò discipline umanistiche presso il seminario gesuita "San Zoilo" nella sua città natale. Conseguì il dottorato in filosofia e teologia presso la Pontificia Università di Comillas e poi la laurea in giurisprudenza all'Università di Madrid.
Il 22 marzo 1926 fu ordinato presbitero.
Durante la guerra civile spagnola combatté dalla parte dei ribelli come cappellano militare dell'arma di cavalleria. Il 19 luglio 1936, non appena scoppiò la guerra, si offrì volontario al fronte. Durante i primi otto mesi fu cappellano della Falange Palentina. Dal 9 aprile 1937 alla fine del conflitto prestò servizio a Liahona. Per il suo servizio ricevette la croce di guerra, la croce rossa, la medaglia della campagna.
Dopo la guerra collaborò con l'Auxilio Social, un organo benefico legato alla Falange. In particolare, nel 1939 fu nominato consigliere per le questioni morali e religiose di questa organizzazione, seguendo in questa posizione le linee guida ideologiche falangiste del suo predecessore, Andrés María Mateo. Dalla sua posizione Cantero fu l'architetto principale della ricattolicizzazione forzata di coloro che chiedevano assistenza: gli adulti furono costretti a contrarre un matrimonio canonico, mentre i bambini furono battezzati anche senza il consenso dei loro genitori.

### Ministero episcopale
Il 19 dicembre 1951 papa Pio XII lo nominò vescovo di Barbastro. Ricevette l'ordinazione episcopale il 27 aprile successivo dal vescovo di Madrid e patriarca delle Indie occidentali Leopoldo Eijo y Garay, co-consacranti il vescovo di Palencia José Souto Vizoso e quello di Albacete Arturo Tabera Araoz. Nonostante la breve durata del suo episcopato, il consiglio comunale di Barbastro votò all'unanimità il conferimento al vescovo della Medaglia d'oro della città per la sua intensa attività.
Il 22 ottobre 1953 è stato nominato primo vescovo della diocesi di Huelva. Nello stesso anno pubblicò En defensa de la unidad católica de España, l'opera che forse riflette meglio il suo pensiero, in difesa dell'unità cattolica spagnola e contro la libertà religiosa.
A Huelva si impegnò per erigere e organizzare le strutture diocesane: cattedrale, capitolo, curia e seminario. Collaborò con il piano nazionale di alfabetizzazione e si dedicò ai problemi della trasformazione industriale della provincia, creando un'apposita commissione. Nello stesso periodo si dedicò anche personalmente al giornalismo, facendone un mezzo di promozione pastorale.
Il 20 maggio 1964 papa Paolo VI lo nominò arcivescovo metropolita di Saragozza. Partecipò attivamente alle quattro sessioni del Concilio Vaticano II (1962-1965). Fondò la Scuola di giornalismo della chiesa, di cui fu il primo direttore. Fu membro del Segretariato per l'Unità dei Cristiani e della Pontificia commissione delle comunicazioni sociali e della Pontificia accademia mariana internazionale.
Fin dal suo ingresso in diocesi mantenne uno stile autoritario. Questo implicò il fatto che nelle riunioni dell'assemblea paritetica vescovi-sacerdoti dell'Aragona avviata nel dicembre del 1970 il gabinetto tecnico rassegnò integralmente le dimissioni, lamentando una mancanza di dialogo. Inoltre c'era poca chiarezza nella gestione economica della diocesi. Il malcontento per la sua direzione raggiunse l'apice nel cosiddetto "conflitto di Mequinenza", dove monsignor Cantero sostenne la società ENHER nella costruzione del bacino idrico che causò l'allagamento del centro storico di Mequinenza, compresa la chiesa di Nostra Signora dell'Assunta. Il sacerdote Eduardo Royo si rifiutò di lasciare la canonica, ma l'arcivescovo risolse il conflitto con la procedura di sfratto nell'aprile del 1973 e infine rimuovendo il sacerdote dall'incarico.
Nei conflitti interni alla Chiesa, che caratterizzarono gli anni dal Concilio alla morte di Franco, si schierò decisamente a fianco dei sacerdoti e dei fedeli che la tradizione plurisecolare dello Stato cattolico e si mostravano pertanto contrari agli orientamenti conciliari in materia de libertà religiosa, pluralismo politico e separazione tra Chiesa e Stato, e anche alle stesse riforme ecclesiastiche.
Nonostante questi conflitti locali, monsignor Cantero era una personalità influente, essendo stato nominato nel 1967 procuratore delle Cortes Españolas direttamente da Francisco Franco. Era un conservatore di spicco, che cercò di ostacolare i settori operai della Chiesa, , settori d'altra parte molto politicizzati del clero e del laicato. Il gesuita Jesús María Alemany riferì che aveva persino usato documenti di polizia per questi scopi. Lo stesso Cantero, in un corso di teologia tenutosi nel giugno del 1969, lo riconobbe pubblicamente, provocando la clamorosa disapprovazione dell'uditorio.
Nel maggio dello stesso anno, come decano dei rappresentanti episcopali alle Cortes Españolas, fu nominato da Francisco Franco consigliere del Regno e membro del Consiglio di reggenza. Successivamente, nel 1973, in un'intervista per la televisione olandese, giustificò la sua partecipazione come prelato nelle più alte agenzie statali. In risposta, un gruppo di membri di comunità cristiane, seminaristi e sacerdoti dell'arcidiocesi di Saragozza presentarono una dichiarazione in cui consideravano questo atteggiamento del loro arcivescovo contrario alla dottrina stabilita nel Concilio Vaticano II e non più adatto ai criteri pastorali del chiesa. Si oppose ai sacerdoti più progressisti della sua diocesi, in seguito alla deposizione del parroco di Fabara nel 1974.
Fu un fedele difensore della cosiddetta "crociata franchista" e la sua adesione e vicinanza al regime erano totali. Nel 1975 spogliò la Vergine del Pilar per portare il mantello a Madrid per accompagnare Francisco Franco nelle sue ultime ore. Alla morte del caudillo assunse la reggenza insieme agli altri membri del consiglio fino alla proclamazione del re Juan Carlos, due giorni dopo.
Il 3 giugno 1977 papa Paolo VI accettò la sua rinuncia al governo pastorale dell'arcidiocesi per raggiunti limiti di età.
Morì a Madrid  il 19 dicembre 1978 all'età di 76 anni. Da diversi anni soffriva di complicazioni cardiache.

## Genealogia episcopale
La genealogia episcopale è:
- Cardinale Scipione Rebiba
- Cardinale Giulio Antonio Santori
- Cardinale Girolamo Bernerio, O.P.
- Arcivescovo Galeazzo Sanvitale
- Cardinale Ludovico Ludovisi
- Cardinale Luigi Caetani
- Cardinale Ulderico Carpegna
- Cardinale Paluzzo Paluzzi Altieri degli Albertoni
- Papa Benedetto XIII
- Papa Benedetto XIV
- Cardinale Enrico Enriquez
- Cardinale Francisco de Solís Folch de Cardona
- Vescovo Agustín Ayestarán Landa
- Arcivescovo Romualdo Antonio Mon y Velarde
- Cardinale Francisco Javier de Cienfuegos y Jovellanos
- Cardinale Cirilo de Alameda y Brea, O.F.M.
- Cardinale Juan de la Cruz Ignacio Moreno y Maisanove
- Cardinale José María Martín de Herrera y de la Iglesia
- Patriarca Leopoldo Eijo y Garay
- Arcivescovo Pedro Cantero Cuadrado